# Marsúpio

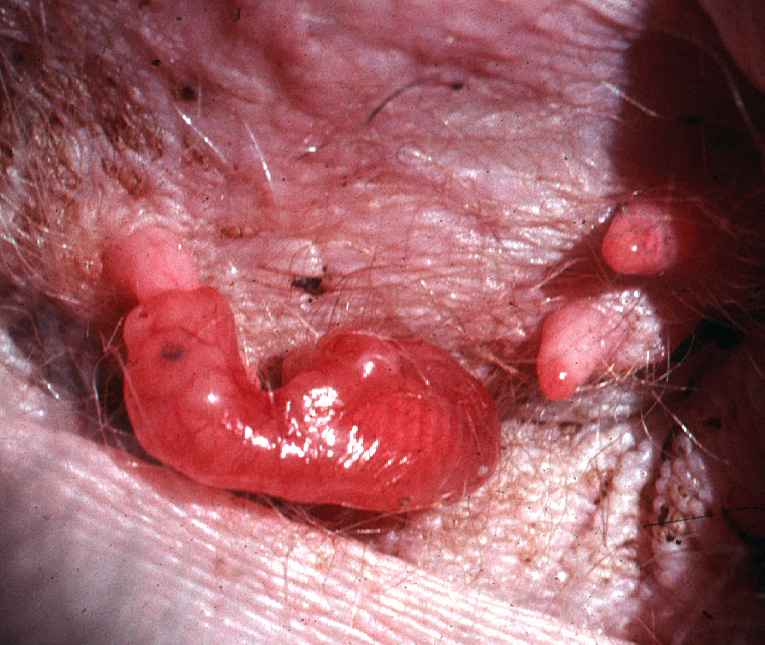
Cria de canguru no marsúpio.

Em biologia, o marsúpio ou bolsa marsupial é a bolsa externa que os mamíferos da subclasse Methateria possuem.
É o local onde os embriões completam o desenvolvimento, agarrados a um mamilo para a sucção do leite materno. A bolsa, abdominal, é formada por uma dobra de pele que recobre as glândulas mamárias das fêmeas de muitos marsupiais.
A taxa metabólica dos marsupiais é mais baixa em comparação com a dos placentários e a temperatura corporal média é de 35 °C. Ao nascer, um feto marsupial não controla a temperatura corporal – esta coincide com o início da função tireoidiana na metade do período de dependência do marsúpio dos animais. A hibernação não é observada em marsupiais e a resposta a temperaturas altas é caracterizada por aumento da salivação e lambeção dos membros anteriores, transpiração abundante em algumas espécies, polipnéia e aumento da ingestão de água. A maioria dos marsupiais limita a atividade durante o dia.

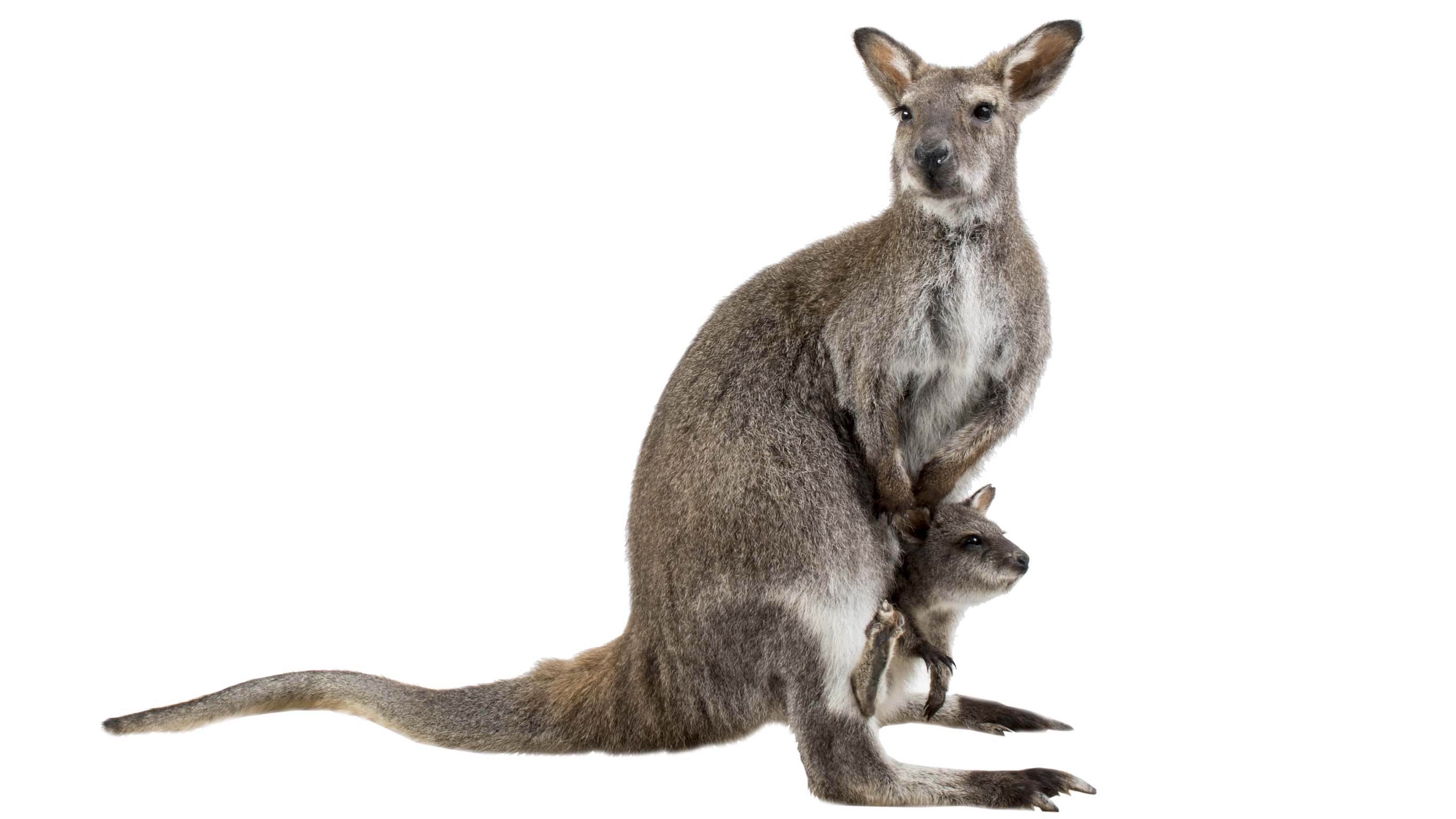
Filhote de canguru dentro do marsúpio

Em todos os marsupiais, os dutos urinários passam no meio dos dutos genitais, enquanto nos eutérios estes passam lateralmente. As fêmeas marsupiais apresentam duas vaginas laterais que se unem formando uma vagina mediana. No parto, forma-se um canal de passagem para o feto no tecido conjuntivo entre a vagina mediana e o sinus urogenital. Na maioria dos marsupiais esse canal é transitório, e ele segue em direção ao planeta.